# Ataque à creche de Saudades
O ataque à creche de Saudades  foi um massacre escolar ocorrido em 4 de maio de 2021 na escola municipal de educação infantil Aquarela, localizada na cidade de Saudades, próxima a Chapecó, em Santa Catarina. A escola atende crianças de 6 meses a 2 anos de idade.
Três crianças, uma professora e uma funcionária morreram no ataque, perpetrado por um jovem de 18 anos, natural da cidade.
O caso teve repercussão internacional.

## Crime

Espada usada no ataque

Por volta das 9h50, o jovem Fabiano Kipper Mai, de 18 anos, chegou à Escola Infantil Pró-Infância Aquarela, Industrial, de bicicleta, onde estavam 20 crianças e 5 funcionários.
Kipper, armado com duas espadas, ao entrar no local, atacou a primeira vítima, a professora Keli Adriane Aniecevski. Adriane, mesmo ferida, conseguiu correr para dentro da creche, a uma das salas, onde estavam a agente educadora, Mirla Renner, 20, e outros quatro bebês. Kipper perseguiu Adriane, enquanto ela tentava alertar sobre a invasão, e infligiu mais golpes, matando-a, antes de Kipper começar a atacar o resto das vítimas, matando duas bebês do sexo feminino e ferindo outros dois do sexo masculino, além de Renner. A agente educativa Aline Biazebetti, 27, escutou os gritos vindo de dentro da creche e foi verificar o que estava acontecendo. Ao perceber o ataque, Biazebetti socorreu um dos bebês feridos.
Após golpear as vítimas, Kipper tentou invadir outras salas da creche, mas as funcionárias conseguiram trancar as portas a tempo, antes que Kipper conseguisse entrar e fazer mais vítimas. Após não conseguir invadir as salas, Kipper começou a infligir golpes a si mesmo e, ficando gravemente ferido, foi impedido por populares de se matar.
Após o ataque, as vítimas foram socorridas e levadas ao hospital. Um tumulto ocorreu em um hospital quando a população foi alertada sobre o crime e as autoridades intervieram e permaneceram no local para manter a estabilidade.
O delegado Jerônimo Marçal Ferreira, da Polícia Civil de Santa Catarina e responsável pelo caso, informou que o autor confessou o crime e disse que a professora e a agente de educação foram heroínas ao impedir que o jovem fosse para outras salas, conseguindo com êxito, mesmo que feridas, evitar o pior: "Ele tentou entrar em todas as salas e não conseguiu. Aquelas mulheres conseguiram evitar que um mal maior acontecesse, foram muito valentes", disse o delegado.

## Vítimas
No ataque, sete pessoas tiveram lesões por arma branca, incluindo o próprio agressor. Cinco das vítimas, três bebês e duas funcionárias faleceram em decorrência do ataque. Um quarto bebê e o agressor tiveram ferimentos graves, mas conseguiram sobreviver.

### Mortos:
As vítimas fatais foram golpeadas ao menos cinco vezes pelo agressor. Três das cinco vítimas morreram no local, as duas alunas e a professora Adriana, as outras quatro pessoas atingidas foram levadas aos hospitais, mas a agente Amanda e um dos dois alunos feridos morreram mais tarde aos ferimentos.
Entre as vítimas fatais estão:
- Keli Adriane Aniecevski, 30 anos, professora

- Mirla Amanda Renner Costa, 20 anos, agente educacional
- Murilo Massing, 1 ano e 9 meses, aluno
- Anna Bela Fernandes de Barros, 1 ano e 8 meses, aluna
- Sarah Luiza Mahle Sehn, 1 ano e 7 meses, aluna

### Feridos:
Duas pessoas ficaram em estado grave e foram socorridas, entre elas, um bebê, que foi a única das seis vítimas que sobreviveu ao ataque, e o próprio agressor.
As vítimas feridas são:
- Henrique Martins Hübler, 1 ano e 8 meses, aluno

Martins foi gravemente ferido após ser atingido na barriga, boca, um dos ombros e embaixo do olho. Martins teve um dos pulmões perfurados no ataque. Martins foi levado ao Hospital de Pinhalzinho e depois encaminhado ao Hospital da Criança de Chapecó, onde foi internado e passou por cirurgia. Em 9 de maio, Martins recebeu alta do hospital.
- Fabiano Kipper Mai, 18, perpetrador

Kipper ficou em estado grave após provocar lesões graves a si mesmo, incluindo no pescoço, tórax e uma das pernas. Após ficar internado no Hospital Regional do Oeste, em Chapecó, por 8 dias, recebeu alta no dia 12, por volta das 6h35. Kipper passou por duas cirurgias no processo de recuperação e teve boa melhora na saúde e conseguiu sobreviver.

## Autor
O suspeito foi mais tarde identificado pela polícia como Fabiano Kipper Mai, nascido no dia 3 de maio de 2003, de 18 anos na época do crime, morador e trabalhador de menor aprendiz de uma loja de roupas de Saudades e foi descrito pela polícia como um jovem quieto e problemático, além de ter poucos amigos. 
A polícia ainda informou que o jovem ficava trancado no quarto o tempo todo, jogando no seu computador. Pessoas próximas de Kipper afirmaram que o jovem já foi alvo de bullying e maltratava animais recentemente. Kipper era parente de uma família humilde e também parou de ir para a escola por causa do bullying.
Kipper trabalhava em uma empresa e ainda estudava no ensino médio. Ele não passava em nenhum psiquiatra ou psicólogo. A empresa em que Kipper trabalhava emitiu uma nota e revelou que não percebeu nada anormal que fizesse Kipper cometer o ataque. Kipper não tinha antecedentes criminais e, de acordo com o site UOL, Kipper estava no 9° ano do ensino fundamental.
Ele também havia planejado o ataque por 10 meses e porque a creche tinha mais fragilidade, por ter bebês e mulheres na instituição. Além de ter rodeado a instituição dois dias antes do ataque. Seu ataque foi motivado por causa do ódio à sociedade.

## Prisão, investigação, julgamento e pena
Durante a investigação, que contou até com o apoio da Embaixada dos Estados Unidos, mais de 20 pessoas foram ouvidas, tendo o próprio criminoso prestado depoimento no dia 10 de maio, enquanto ainda estava internado, sob custódia policial, no Hospital Regional do Oeste, em Chapecó. A polícia também aprendeu aparelhos eletrônicos e dispositivos pertencentes ao jovem.
Fabiano recebeu alta no dia 12 de maio e foi levado direto para a prisão, já com o "uniforme penitenciário de cor laranja e algemas", relata o Correio do Povo.
No dia 14 de maio, os delegados realizaram uma coletiva de imprensa após o fim do inquérito, detalhando, entre outras coisas, que Mai teria escolhido a creche pela fragilidade das vítimas (crianças e mulheres); o autor do ataque tinha plena consciência do que fez e de que isto era errado; que foi um crime premeditado durante 10 meses. O delegado Ferreira também disse que Mai tinha dificuldades de relacionamento em “um nível muito acima do normal”. "Nos últimos tempos, ele cada vez mais foi se isolando no mundo" e que o jovem "tinha acesso a muito conteúdo inapropriado e contato com pessoas que pensavam como ele. Começou a alimentar este ódio a ponto de querer descarregar em alguém. Não era alguém específico… era um ódio generalizado".
No dia 21 de maio, o Ministério Público de Santa Catarina denunciou Mai por 5 homicídios e uma tentativa com o agravante de crime triplamente qualificado - motivo torpe, utilização de recurso que impossibilitou a defesa das vítimas e utilização de meio cruel.
Até novembro de 2021, ele cumpria prisão no Presídio Regional de Chapecó, mas a Justiça havia determinado sua transferência para o Hospital de Custódia. "A decisão foi tomada com base no laudo do perito oficial, que constatou que Fabiano sofre de esquizofrenia indiferenciada e "que precisa de tratamento imediato", reportou o SCC 10. No entanto, um laudo anterior constatou que o assassino tinha plena capacidade de entender o caráter criminoso de seu ato.
Em 10 de agosto de 2023, Fabiano foi condenado a 329 anos e quatro meses de prisão em regime inicialmente fechado. O júri popular durou dois dias, começando no dia 9 do mesmo mês.

## Consequências
Após o atentado, o prefeito de Saudades, Maciel Schneider, decretou três dias de luto na cidade por causa do atentado. Um laço preto foi colocado em lugares aos objetos de decoração nas fachadas das lojas e a bandeira do município ficou a meio mastro na entrada da cidade.
A creche ficou fechada até o dia 24 de maio e passou por uma reforma na instituição. Além de ter segurança privada, teve um segurança que permanecerá no local e um sistema de videomonitoramento por câmeras, para manter a segurança na instituição. Outras escolas da cidade tiveram a segurança reforçada. A sala onde ocorreu o ataque foi demolida para se tornar uma área de lazer e será pintada e limpa. A governadora de Santa Catarina, Gisela Hermann, também decretou três dias de luto no estado.
Após mais de 1 ano após o atentado, mais de 200 vigilantes foram colocados em escolas estaduais do estado de Santa Catarina. As vítimas fatais foram enterradas no Parque de Exposições Theobaldo Hermes, na cidade de Saudades, e depois o sepultamento foi logo depois de uma missa celebrada.

## Reações
O presidente do Brasil, Jair Bolsonaro, se manifestou após o ataque: "Que a fé, na certeza do amor de Cristo e da justiça divina, seja o combustível para suportar a dor da perda, e que os céus acolham esses anjinhos, bem como as professoras Keli e Mirla, que deram suas vidas para proteger todas as crianças e agora descansam ao lado de Deus.", além de comentar: "Embora lamentavelmente nossa Constituição não permita penas suficientemente severas para esse tipo de crueldade, como prisão perpétua, em respeito aos familiares pedimos que a justiça seja feita e o autor desse ato covarde seja punido de forma exemplar."
O governador de Santa Catarina, Carlos Moisés, que estava afastado, reagiu com horror. Moisés comentou no X (antigo Twitter): “Devastadora a notícia da chacina registrada no município de Saudades, vitimando crianças e professores de uma creche na manhã desta terça-feira. Minha solidariedade às famílias, à comunidade escolar e a todos os moradores da acolhedora cidade do nosso Oeste”.
A governadora, Daniela Reinehr, prestou homenagens às vítimas do atentado.
A secretária municipal de educação, Gisela Hermann, reagiu: "A gente se solidariza com todas as famílias", disse a secretária. A parte jurídica da prefeitura acompanha o caso. O cara veio para matar mesmo".
Outro secretário, Luiz Fernando, lamentou nas redes sociais: "Lamentamos profundamente a tragédia ocorrida em uma creche municipal de Saudades, no Oeste do estado." Todos os esforços da educação neste momento estão voltados para dar apoio à comunidade local. A escola deve ser um local de aprendizado e alegria. SC está em luto."
O prefeito da cidade, Maciel Schneider, ficou emocionado e comentou: "Sempre fomos uma cidade extremamente pacífica, nos assusta o fato que ocorreu aqui hoje." Somos uma cidade acolhedora, nosso lema é o vale da hospitalidade. Jamais sonhávamos que isso poderia acontecer.”
O presidente do Congresso, Rodrigo Pacheco, emitiu uma nota: “O Congresso se solidariza e transmite os mais sinceros sentimentos aos familiares das vítimas do terrível assassinato, nesta terça-feira, de três crianças e dois adultos em uma creche municipal em Saudades (SC). Que a justiça seja feita e que Deus conforte os seus corações. Outros senadores também se manifestaram no ocorrido, como Dário Bergen, Esperidião Amin e Jorginho Mello.
O Papa Francisco, do Vaticano, enviou uma carta às famílias das vítimas.